# Essen-Frohnhausen
Essen-Frohnhausen – przystanek kolejowy w Essen, w kraju związkowym Nadrenia Północna-Westfalia, w Niemczech. Znajdują się tu 2 perony.